# Jihomoravský župní přebor 1969/1970
V soubojích 10. ročníku Jihomoravského župního přeboru 1969/70 (jedna ze skupin 5. fotbalové ligy) se utkalo 14 týmů každý s každým dvoukolovým systémem podzim–jaro. Tento ročník začal v srpnu 1969 a skončil v červnu 1970.
Po sezoně 1968/69 proběhla celková reorganizace soutěží, vyšší soutěže se rozšířily ze 14 na 16 účastníků, skupinami 4. nejvyšší soutěže se staly divize, oblastní přebory se přejmenovaly na župní a staly se skupinami 5. nejvyšší soutěže.
V této sezoně byl v Jihomoravském župním přeboru zkoušen (a po sezoně zrušen) tento systém bodování: za vítězství rozdílem dvou a více branek se vítězi udělovaly 3 body, za vítězství o jednu branku 2 body, za bezbrankovou remízu nezískal bod ani jeden ze soupeřů, při jakékoli jiné remíze si soupeři rozdělili po bodu.

## Nové týmy v sezoně 1969/70
- Z Divize D 1968/69 nesestoupilo do Jihomoravského župního přeboru žádné mužstvo.
- Ze skupin I. A třídy Jihomoravské oblasti 1968/69 postoupila mužstva TJ Spartak ADAST Adamov (vítěz skupiny A),[1] TJ Baník Dubňany (vítěz skupiny B),[2] dále TJ Spartak Třebíč (2. místo ve skupině A),[1] TJ Spartak I. brněnská (3. místo ve skupině A),[1] TJ ŽĎAS Žďár nad Sázavou (4. místo ve skupině A),[1] TJ Spartak Líšeň (5. místo ve skupině A),[1] TJ Spartak TOS Kuřim (6. místo ve skupině A)[1] a TJ Slovan Hodonín (8. místo ve skupině B).[2]

## Konečná tabulka
Zdroj: 
| Poř. | Tým                          | Z  | V  | R  | P  | VG | OG | B  |
| ---- | ---------------------------- | -- | -- | -- | -- | -- | -- | -- |
| 1.   | TJ Baník Ratíškovice         | 26 | 20 | 3  | 3  | 75 | 25 | 56 |
| 2.   | TJ Jiskra Kyjov              | 26 | 13 | 4  | 9  | 59 | 32 | 45 |
| 3.   | TJ Tatran PKZ Poštorná       | 26 | 14 | 4  | 8  | 47 | 30 | 43 |
| 4.   | TJ Baník Dubňany (N)         | 26 | 12 | 4  | 10 | 51 | 40 | 37 |
| 5.   | TJ Sokol Šlapanice           | 26 | 9  | 12 | 5  | 41 | 29 | 34 |
| 6.   | TJ Baník Zbýšov              | 26 | 13 | 3  | 10 | 37 | 37 | 34 |
| 7.   | TJ Spartak Třebíč (N)        | 26 | 9  | 3  | 14 | 47 | 61 | 29 |
| 8.   | TJ Slovan Hodonín (N)        | 26 | 8  | 8  | 10 | 47 | 51 | 28 |
| 9.   | TJ Spartak TOS Kuřim (N)     | 26 | 10 | 7  | 9  | 38 | 45 | 27 |
| 10.  | TJ Spartak ADAST Adamov (N)  | 26 | 10 | 4  | 12 | 38 | 45 | 27 |
| 11.  | TJ Spartak I. brněnská (N)   | 26 | 9  | 4  | 13 | 39 | 49 | 26 |
| 12.  | TJ Spartak Líšeň (N)         | 26 | 8  | 6  | 12 | 36 | 51 | 25 |
| 13.  | TJ ŽĎAS Žďár nad Sázavou (N) | 26 | 6  | 4  | 16 | 27 | 59 | 19 |
| 14.  | VTJ Dukla Vyškov             | 26 | 6  | 4  | 16 | 29 | 55 | 17 |

Poznámky:
- Z = Odehrané zápasy; V = Vítězství; R = Remízy; P = Prohry; VG = Vstřelené góly; OG = Obdržené góly; B = Body; (S) = Mužstvo sestoupivší z vyšší soutěže; (N) = Mužstvo postoupivší z nižší soutěže (nováček)

|  | Postup do Divize D 1970/71                            |
|  | Sestup do skupin I. A třídy Jihomoravské župy 1970/71 |